# Fachwerkhaus Hertersplatz 13

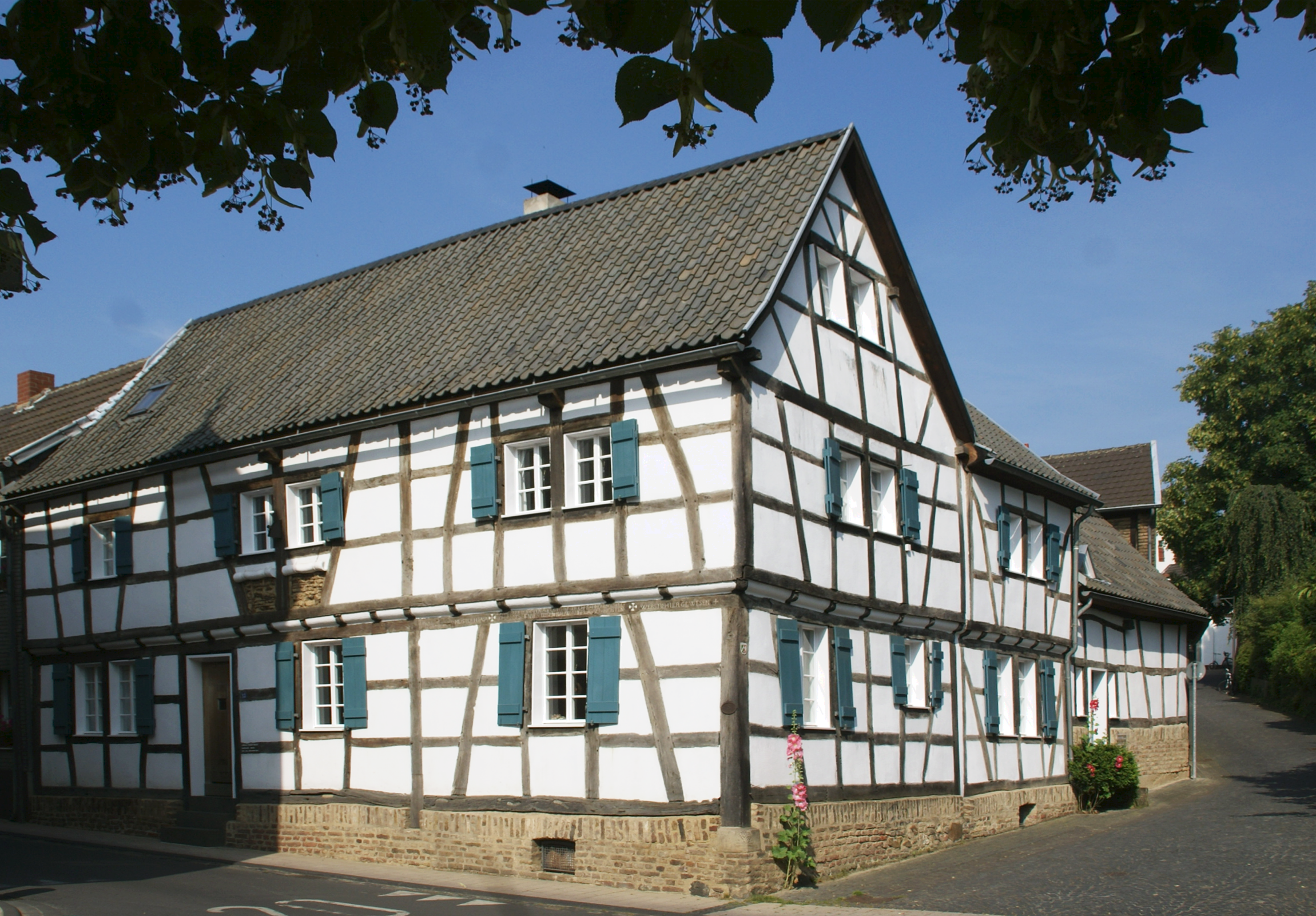
Ehemaliges Winzergehöft am Hertersplatz in Alfter

Das denkmalgeschützte Fachwerkhaus am Hertersplatz 13 ist eines der ältesten Baudenkmäler im alten Ortskern von Alfter, einer Gemeinde im Rhein-Sieg-Kreis am westlichen Stadtrand von Bonn.
Es steht an der Ecke des Abzweiges vom Hertersplatz zum gepflasterten Kirchweg. Als zentraler Ankerpunkt zwischen Kirche St. Matthäus, Schloss und Bücherei prägt es mit seinem Fachwerk in Lehmbauweise das natürlich historische Bild des Ortes.

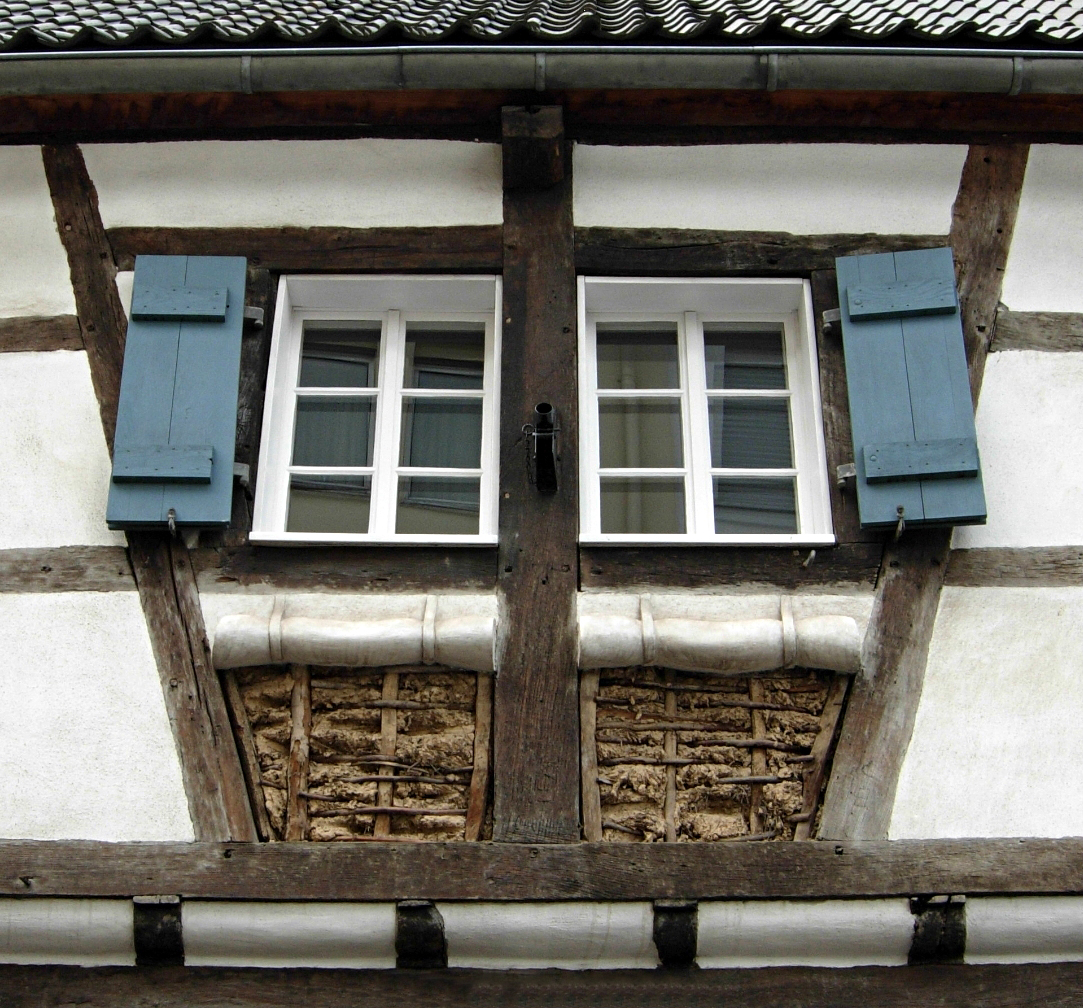
Offengelegte Gefache

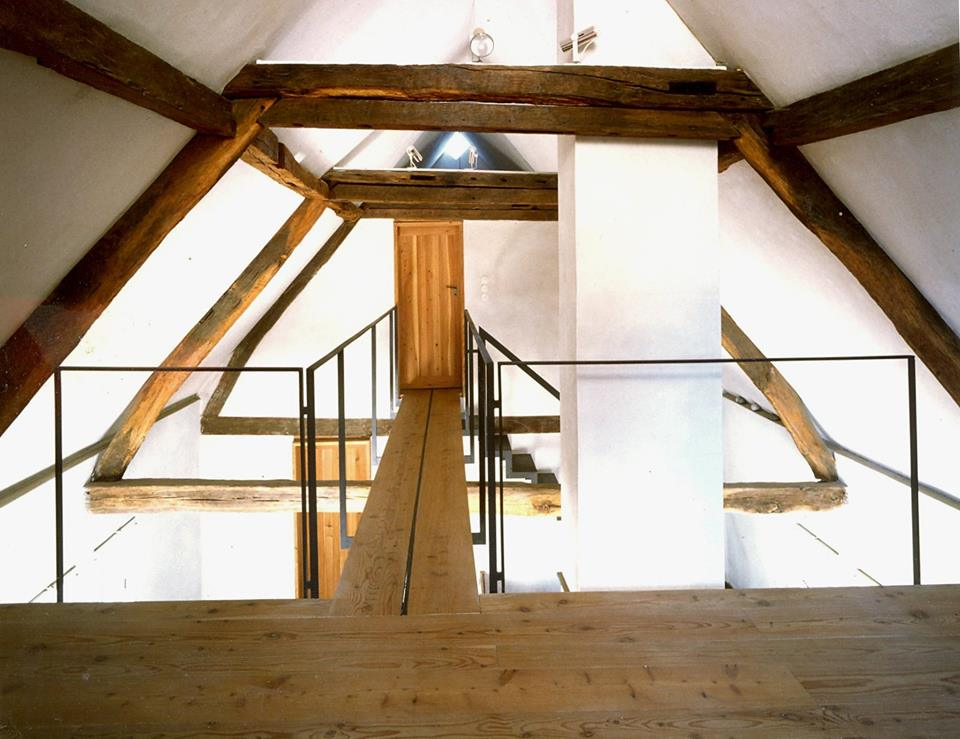
Dachausbau mit Steg

## Geschichte
Das Fachwerk des ehemaligen Winzergehöfts wurde 1778 errichtet. Restaurierungsbefunde weisen auf eine deutlich weiter zurückliegende Entstehungszeit von Keller, Fundament und Grundmauern aus Feldbrandstein hin. Seit 1888 diente das mit einem Naturstein-Backofen ausgestattete Gehöft als Bäckerei und Kolonialwarenladen der Familie Wilhelm Jansen. 1988 wurde das ortstypische Erscheinungsbild im Sinne der Denkmalpflege wieder hergestellt.
Auf dem Rähm steht die Inschrift des in der Region bedeutenden Zimmermeisters H. Faßbender:

„MEISTER H. FASB. ✠ Anno 1778 DEN 6. AUGUST HAT DER EHRSAME JUNGGESELL
JOHANNES HENNES DIESEN BAUW. AUFFLASSEN RICHTEN ✠ WERSTU HIER GEWESEN“
Koordinaten: 50° 44′ 16,6″ N, 7° 0′ 29,6″ O

## Auszeichnungen und Veröffentlichungen
- 1993 Schöner Wohnen. – Haus des Jahres[3]
- 2003 Althaus modernisieren.[4]
- 2005 Landhäuser : sanieren, umbauen, einrichten.[5]
- 2007 Wohnen & Leben.[6]
- 2007 EigenHeim.[7]